# Кантонская операция
Кантонская операция (яп. 広東攻略戦) ― военная операция японских войск по захвату Кантона (Гуанчжоу) во время японо-китайской войны (1937-1945), проведённая с 12 по 22 октября 1938 года.

## Цели операции
После начала Уханьской операции японское командование приступило к проведению десантной Кантонской операции. Ставка японского главного командования поставила перед своими войсками задачу «захватить и освоить» коммуникации Южного и Юго-Восточного Китая. Это должно было решить проблему изоляции Китая от США и Англии, полностью лишить великие державы возможности оказывать ему помощь оружием, военной техникой и продовольствием. В то же время в директиве командующему экспедиционной японской армией в Центральном Китае указывалось, что занятие южных портов Китая может «в определенной степени смягчить угрозу коммуникациям Северного и Центрального Китая».
Взятие Кантона означало нанесение ущерба Англии, которая владела большинством предприятий города. К тому же, Кантон был близко расположен к Шанхаю ― важному форпосту Великобритании в восточной Азии. Все эти факторы ударяли по экономическому положению Британии и её престижу. Операция была направлена не столько против Китая, сколько против англичан.

## Ход операции
Вдоль побережья у Кантона были дислоцированы  8 дивизий, 2 бригады и 4 отдельных полка пехоты, усиленные 3 артиллерийскими дивизионами. 
12 октября из портов Формозы (Тайваня) к побережью южного Китая были переброшены две японские дивизии. Операцией руководил японский генерал Фурусо. Два дня спустя, на рассвете, транспорты с войсками вошли в залив Биас и под прикрытием авиации и корабельной артиллерии начали высадку десанта. Высадка стала для китайского командования полной неожиданностью. Китайцы, оказав незначительное сопротивление, начали отходить перед наступавшей двумя колоннами 21-й японской армии.
Северная колонна после захвата Хучжоу, Поло и Шилуня 19 октября овладела Дзеньчженем, откуда вдоль железнодорожной линии двинулась на Кантон. Западная колонна, после захвата Таймшуй и Тайну, дошла до устья реки Чжуцзянь под Тайпинем. Охранявшие устье укрепления Хумэнь 22 октября захватил десант японцев.
Когда 15 октября японские войска подошли к Кантону, начальник гарнизона генерал Ю Ханьмоу отвел свои войска из города. Японские части, не встречая сопротивления, занимали один квартал города за другим. Противнику досталась в качестве трофеев артиллерия, многочисленные склады оружия, продовольствия и снаряжения. 22 октября японские войска полностью заняли Кантон и стали развивать наступление на север вдоль Ханькоу-Кантонской железной дороги.
Китайские войска отошли к северу и северо-западу от Кантона, а штаб командующего гарнизоном эвакуировался в Сватоу. Высадка и развертывание наступления японских войск в районе Кантона значительно усложнили положение китайских войск, которые вели борьбу за Ухань.